# Municipio de Hinckley (Ohio)
El municipio de Hinckley (en inglés: Hinckley Township) es un municipio ubicado en el condado de Medina en el estado estadounidense de Ohio. En el año 2010 tenía una población de 7646 habitantes y una densidad poblacional de 109,98 personas por km².

## Geografía
El municipio de Hinckley se encuentra ubicado en las coordenadas 41°14′57″N 81°44′16″O / 41.24917, -81.73778. Según la Oficina del Censo de los Estados Unidos, el municipio tiene una superficie total de 69.52 km², de la cual 69,16 km² corresponden a tierra firme y (0,52 %) 0,36 km² es agua.

## Demografía
Según el censo de 2010, había 7646 personas residiendo en el municipio de Hinckley. La densidad de población era de 109,98 hab./km². De los 7646 habitantes, el municipio de Hinckley estaba compuesto por el 97,46 % blancos, el 0,41 % eran afroamericanos, el 0,13 % eran amerindios, el 1,23 % eran asiáticos, el 0,13 % eran de otras razas y el 0,64 % eran de una mezcla de razas. Del total de la población el 1,15 % eran hispanos o latinos de cualquier raza.